# RAF-Avia
RAF-Avia est une compagnie aérienne lettone siègeant à Riga  et basée à l'aéroport international de Riga.

## Histoire

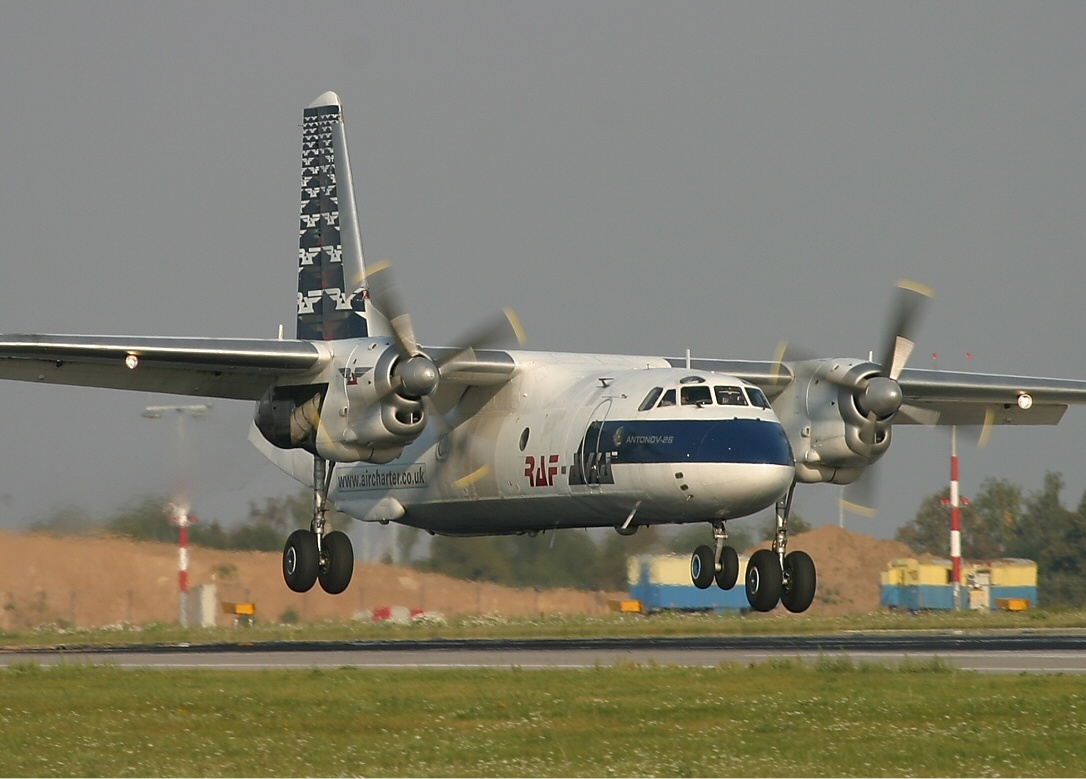
L' Antonov An-26 est l'épine dorsale de la flotte RAF-Avia. Ici, l'un des An-26 de la compagnie aérienne est vu atterrir à l'aéroport de Prague Ruzyně (septembre 2005)

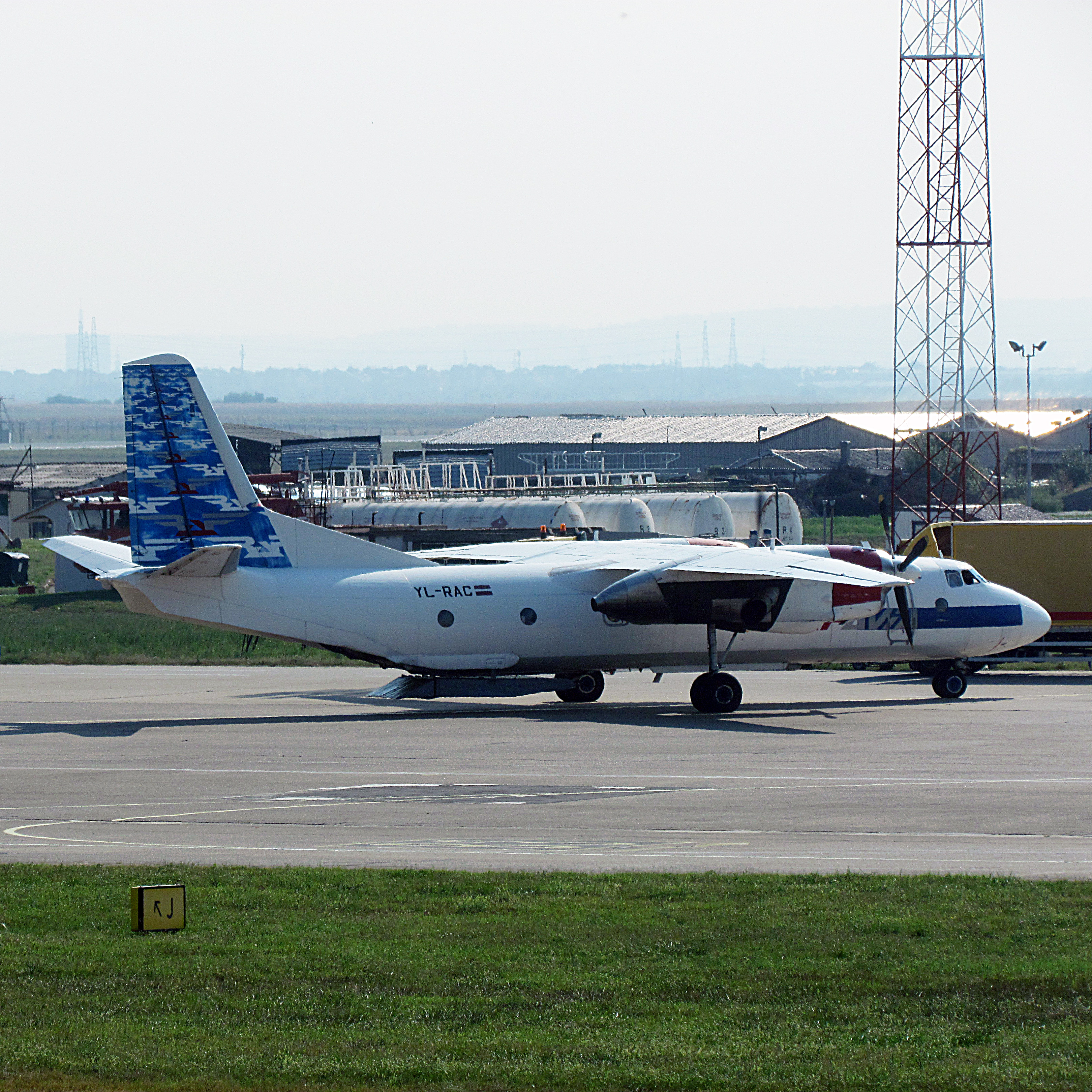
Antonov An-26 RAF-Avia à l'aéroport de Belgrade

La compagnie aérienne a été créée en 1990 en tant que première compagnie aérienne privée en Lettonie. Elle a démarré ses activités en 1991 en vendant des pièces détachées dans le secteur aéronautique et des fournitures pour l'usine de production de minibus de la RAF en Lettonie . En 1994, la RAF-Avia a commencé à se tourner vers le secteur des vols charters commerciaux. En 1996, elle est devenue une société anonyme privée. Elle est détenue à 100 % par le groupe RAF-Avia.
En août 2016, la compagnie aérienne a stationné deux avions à l'aéroport de Francfort-Hahn pour effectuer des vols charters ad hoc.

## Destinations
RAF-Avia exploite des services de fret pour TNT, DHL et autres, ainsi que le transport pour l'armée et les Nations Unies et les charters de passagers. Fin 2015, la RAF-Avia a annoncé qu'elle envisageait de lancer des vols passagers réguliers en 2016.
RAF-Avia assure des vols cargo vers les destinations suivantes à partir d'août 2020:
| Pays                       | Ville                              | Aéroport                           |
| -------------------------- | ---------------------------------- | ---------------------------------- |
| Finland                    | Helsinki                           | Aéroport d'Helsinki                |
| France                     | Lyon                               | Aéroport Saint Exupéry             |
| Germany                    | Cologne, Bonn                      | Aéroport de Cologne Bonn           |
| Germany                    | Hahn                               | Aéroport de Francfort Hahn         |
| Switzerland France Germany | Bâle Mulhouse Fribourg im Breisgau | EuroAirport Bâle Mulhouse Fribourg |
| Russia                     | Saint-Pétersbourg                  | Aéroport Pulkovo                   |
| Slovakia                   | Bratislava                         | Aéroport de Bratislava             |
| Sweden                     | Skövde                             | Aéroport de Skövde                 |
| Switzerland                | Genève                             | Aéroport de Genève                 |
| United Kingdom             | Birmingham                         | Aéroport de Birmingham             |

## Flotte

### Flotte actuelle
La flotte RAF-Avia se compose des appareils suivants (en août 2017):

### Ancienne flotte
La flotte RAF-Avia comprenait auparavant les aéronefs suivants (en septembre 2015):
- 1 autre Antonov An-26

## Incidents et accidents
- Le 29 octobre 2014, un RAF-Avia An-26 a été guidé vers l'aéroport de Stansted par des avions de combat de la RAF après avoir perdu la communication avec les contrôleurs aériens du sud de l'Angleterre[7].
- Le 7 janvier 2019, le SAAB 340B YL-RAF lors d'un vol de positionnement de Riga à Savonlinna (EFSA, FI) a dérapé de la piste lors de l'atterrissage et s'est retrouvé coincé dans la neige. Bien qu'il n'y ait eu aucun blessé, l'avion a été endommagé aux deux hélices, aux phares d'atterrissage et aux pneus[8].